# Scott Adkins
Scott Edward Adkins (Sutton Coldfield, Birmingham, Reino Unido, 17 de junho de 1976) é um ator, produtor, roteirista e artista marcial britânico. Ele interpretou o lutador de prisão russo Yuri Boyka no filme de 2006 O Imbatível 2 e suas duas sequências, O Imbatível 3: Redenção e O Imbatível 4 (Boyka: O Imbatível) (2016); Casey Bowman no filme de 2009 Ninja e sua sequela de 2013 Ninja: Shadow of a Tear; e apareceu em Universal Soldier: Day of Reckoning, Doutor Estranho (filme), The Bourne Ultimatum, Os Mercenários 2 e Zero Dark Thirty.

## Biografia
Scott Edward Adkins nasceu em Sutton Coldfield, uma cidade dentro de Birmingham, Inglaterra, em 17 de junho de 1976, em uma família de açougueiros. Ele é descendente de ingleses, mas sua trisavó era de descendência espanhola. Ele começou a se interessar por artes marciais aos dez anos de idade, quando visitou um clube de judô local com seu pai e irmão mais velho. Depois de ser roubado aos 13 anos, seu interesse pelas artes marciais cresceu ainda mais. No mesmo ano, ele começou a praticar Taekwondo, recebendo faixa-preta aos 19 anos. Desde os 16 anos, Scott também começou a praticar Kickboxing com Anthony Jones, tornando-se um instrutor de kickboxing para a Associação Profissional de Karatê (PKA). Scott Adkins também possui experiência em Ninjutsu, Karatê, Wushu, Jiu jitsu, Krav Maga, Muay Thai, Capoeira, Jeet kune do, e Ginástica acrobática.

## Carreira

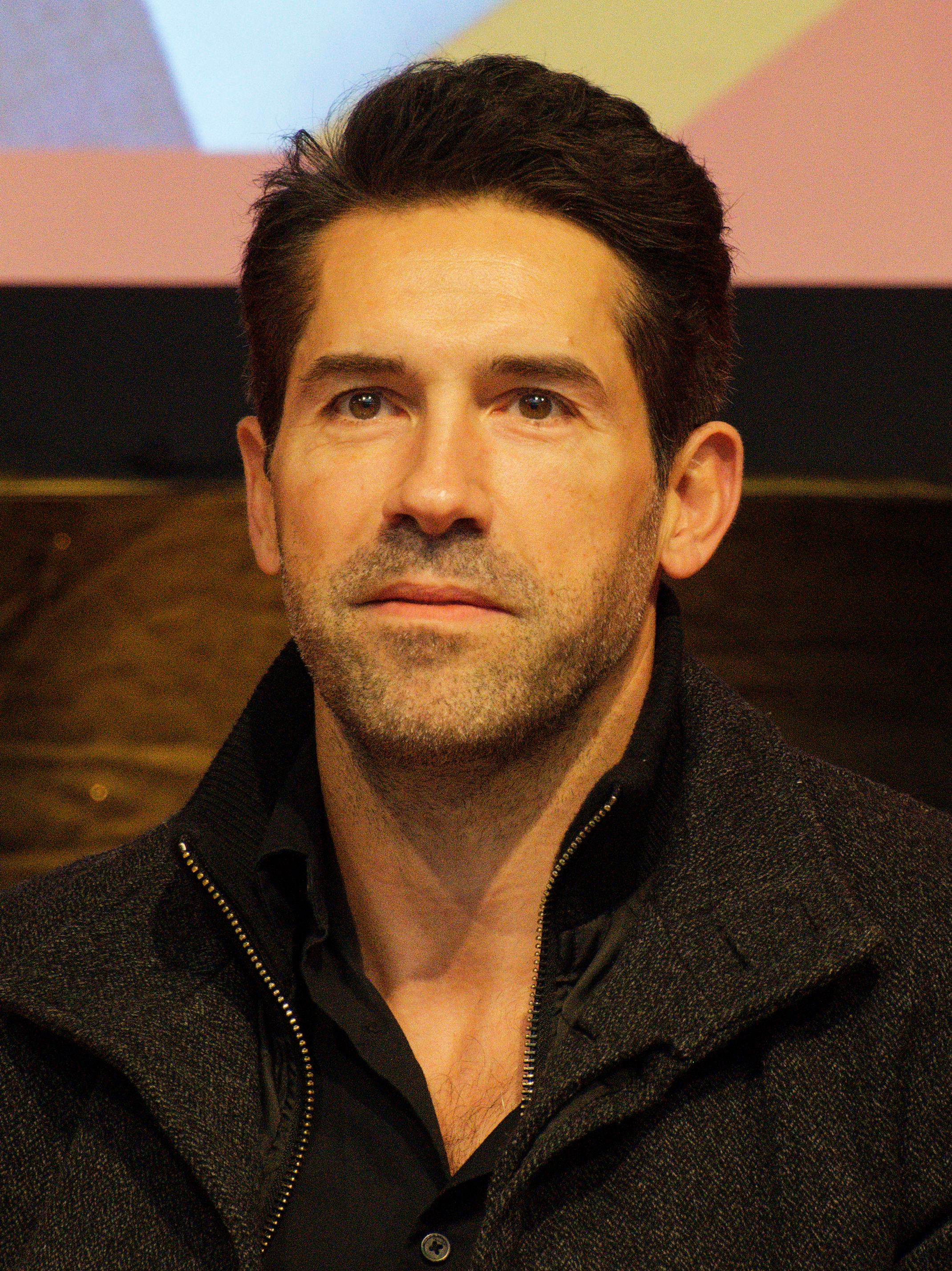
Adkins na Comic Con Alemanha em 2023

Sua primeira chance foi quando lhe foi oferecido um papel em um filme de artes marciais de Hong Kong chamado Dei Seung Chui Keung (2001) (também conhecido como Extreme Challenge). Avistado pelo chefe da Associação de Dublês de Hong Kong e diretor Wei Tung e o especialista em filmes de Hong Kong nascido na Inglaterra, Bey Logan, Adkins se viu no Oriente pela primeira vez. Ele teve a oportunidade de trabalhar com alguns dos principais diretores de ação do cinema de Hong Kong, incluindo Yuen Woo-ping, Corey Yuen, Sammo Hung e Jackie Chan. Os papéis de ator logo começaram a aparecer e ele recebeu um papel de convidado nos Médicos da BBC (2000), filmados em Pebble Mill, em Birmingham. Ele apareceu em alguns episódios na BBC em EastEnders (1985) e City Central (1998), e um papel principal no drama de comédia Sky One Mile High (2003), seguido por um papel regular na Holby City (1999) da BBC como Bradley Hume, gerente geral assistente da Holby General.
Estrelou papéis em longas-metragens logo em seguida com seu retrato de Talbot em Forças Especiais (2003) e Yuri Boyka em Undisputed II: Last Man Standing (2006). Foi esse filme que o levou à corrente principal com seu retrato vilão do lutador de MMA russo Boyka. Depois disso, Scott atuou como protagonista em filmes de maior orçamento, como The Bourne Ultimatum (2007) e The Tournament (2009), e interpretou o principal adversário de Jean-Claude Van Damme em Sony Pictures The Shepherd: Border Patrol (2008). Ele compartilhou o papel de Arma XI com Ryan Reynolds em X-Men Origens: Wolverine (2009). Adkins aparece no papel do rei Amphitryon em The Legend of Hercules.
Em 2012, ele foi escalado para estrelar Métal Hurlant Chronicles, uma adaptação para televisão da popular revista em quadrinhos francesa Métal hurlant.

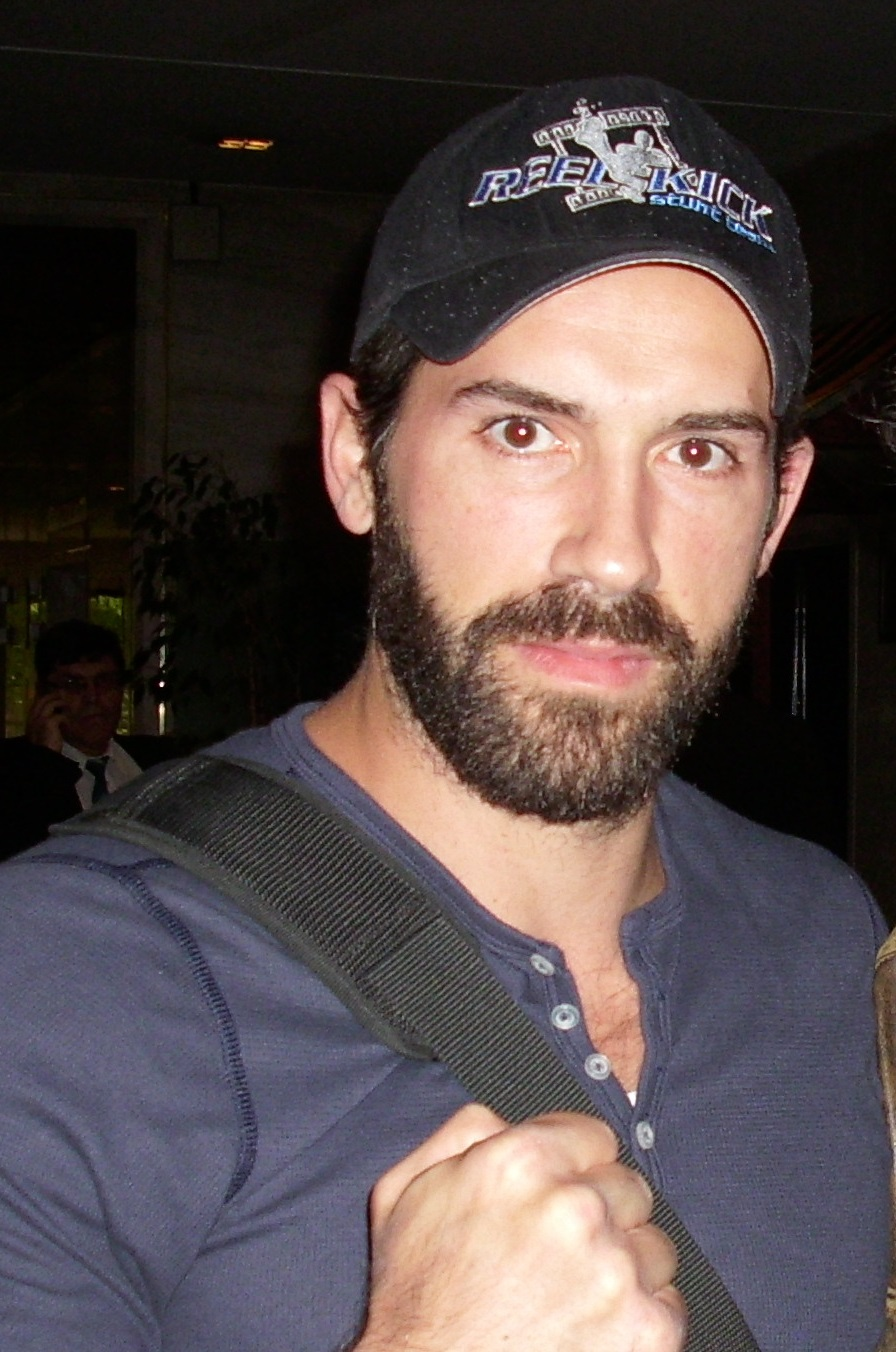
Adkins nos bastidores da série The Legend of Hercules em 2012

Adkins se reuniu com o coreógrafo de ação Yuen Woo-ping em 2019, quando estrelou ao lado de Donnie Yen em Ip Man 4: The Finale como o principal antagonista Barton Geddes, um sargento do exército. Segundo Adkins, Yen solicitou pessoalmente que ele estrelasse o filme.

## Filmografia[8]

### Cinema
| Ano  | Título                                        | Personagem                          |
| ---- | --------------------------------------------- | ----------------------------------- |
| 2001 | Espião por acidente                           | Lance (Guarda-costas de Lee)        |
| 2001 | Pure Vengeance                                | Danny                               |
| 2002 | Black Mask 2: City of Masks (Máscara Negra 2) | Dr. Lang                            |
| 2003 | O Medalhão                                    | Lucc (Snakehead's Henchman)         |
| 2003 | Força Especial                                | Talbot                              |
| 2005 | Cão de Briga                                  | Um dos lutadores da "piscina-arena" |
| 2005 | Punhos de Campeão                             | Nathan                              |
| 2006 | A Pantera Cor-de-Rosa                         | Jacguard                            |
| 2006 | O Lutador/O Imbatível II                      | Yuri Boyka                          |
| 2007 | O Ultimato Bourne                             | Agente Kiley                        |
| 2008 | Operação Fronteira                            | Karp                                |
| 2009 | Ninja (2009)                                  | Casey Bowman                        |
| 2009 | Vingança entre Assassinos                     | Yuri Petrov                         |
| 2009 | X-Men Origens: Wolverine                      | Wade Wilson / Deadpool              |
| 2009 | Fuga Sobre Trilhos                            | Carl                                |
| 2010 | O Imbatível III: Redenção                     | Yuri Boyka                          |
| 2011 | Jogos Letais                                  | Roland Flint                        |
| 2011 | Soldado Universal 4: Juízo Final              | John                                |
| 2012 | Os Mercenários 2                              | Hector                              |
| 2012 | O Forasteiro - Violência Sem Limite           | "O Homem"                           |
| 2012 | Zero Dark Thirty                              | John                                |
| 2013 | Ninja 2 - A Vingança                          | Casey                               |
| 2013 | A Tumba do Dragão                             | Travis Preston                      |
| 2013 | Green Street 3: Never Back Down               | Danny                               |
| 2014 | Hércules                                      | Rei Amphitryon                      |
| 2015 | Wolf Warrior                                  | Tom Cat                             |
| 2015 | Close Range                                   | Colton MacReady                     |
| 2015 | Re-Kill                                       | Parker                              |
| 2015 | Zero Tolerance                                | Steven                              |
| 2016 | Grimsby                                       | Pavel Lukashenko                    |
| 2016 | Criminal                                      | Pete Greensleeves                   |
| 2016 | Jarhead 3: The Siege                          | Gunny Raines                        |
| 2016 | Home Invasion                                 | Heflin                              |
| 2016 | Hard Target 2                                 | Wes Baylor                          |
| 2016 | Doutor Estranho (filme)                       | Lucian / Strong Zealot              |
| 2016 | Eliminators                                   | Martin Parker                       |
| 2016 | Boyka: Undisputed (O Imbativel 4)             | Yuri Boyka                          |
| 2017 | Savage Dog                                    | Martin Tillman                      |
| 2017 | O Assassino: O Primeiro Alvo                  | Victor                              |
| 2018 | Accident Man                                  | Mike Fallon                         |
| 2018 | The Debt Collector                            | French                              |
| 2018 | Incoming                                      | Reiser                              |
| 2018 | Karmouz War(No Surrender)                     | The Crazy One                       |
| 2019 | Abduction                                     | Quinn                               |
| 2019 | Triple Threat                                 | Collins                             |
| 2019 | Avengement                                    | Cain Burgess                        |
| 2019 | Ip Man 4                                      | Barton Geddes                       |
| 2020 | Altar Rock                                    | Marco                               |
| 2020 | The Intergalactic Adventures of Max Cloud     | Max Cloud                           |
| 2020 | Seized                                        | Nero                                |
| 2020 | Legacy of Lies                                | Martin Baxter                       |
| 2020 | Debt Collectors                               | French                              |
| 2020 | Accident Man 2                                | Mike Fallon                         |

### Televisão
| Ano        | Título                   | Função               | Notas                                     |
| ---------- | ------------------------ | -------------------- | ----------------------------------------- |
| 1998       | Dangerfield              |                      | Episódio: "Paths"                         |
| 1999       | City Central             | Jake Clanton         | Episódio: "Life Liberty and Pursuit"      |
| 2000       | Doctors                  | Ross                 | 3 episódios                               |
| 2001       | The Big Breakfast        | Himself              | 1 episódio                                |
| 2002       | Mutant X                 | Marko                | Episódio: "Sign from Above"; sem créditos |
| 2003       | EastEnders               | Joel                 | 6 episodios                               |
| 2005       | Mile High                | Ed Russell           | 12 episódios                              |
| 2005       | Hollyoaks: Let Loose     | Ryan                 | 2 episódios                               |
| 2006       | Holby City               | Bradley Hume         | 9 episódios                               |
| 2012, 2014 | Métal Hurlant Chronicles | Guillame / Joe Manda | 3 episódios                               |

## Prêmios e Nomeações
| Ano  | Trabalho Nomeado           | Prêmio                          | Categoria                    | Resultado |
| ---- | -------------------------- | ------------------------------- | ---------------------------- | --------- |
| 2010 | Undisputed III: Redemption | Action on Film Award            | Estrela de Ação Breakout     | Venceu    |
| 2017 | Boyka: Undisputed          | Jackie Chan Action Movie Awards | Melhor Luta                  | Venceu    |
| 2017 | Boyka: Undisputed          | Jackie Chan Action Movie Awards | Melhor Ator de Filme de Ação | Venceu    |